# Мунис Текиналп
Мунѝс Текина̀лп (на турски: Munis Tekinalp) е турски философ, идеолог на пантюркизма. Той беше привърженик на идеята за насилствено потурчване на малцинствата в Турската република и написа това в своята брошура Türkleştirme („Турцизация“, 1928 г.).

## Биография
Роден е в 1883 година в ортодоксално еврейско семейство под името Моисей Коен в македонския град Сяр, тогава в Османската империя. Учи в училището на Алианса, а след това в юридическо училище в Солун. Започва да пише статии в пресата в 1905 година. В 1908 година се присъединява към Комитета за единство и прогрес. В 1912 година заради Балканската война се мести в Истанбул. Занимава се с търговия с тютюн. Преподава право и икономика в Истанбулския университет. Сменя името си на Текиналп и става ярък турски националист. Пише върху пантюркизма и националната икономика.